# New-York-City-Marathon 1985
Der New-York-City-Marathon 1985 war die 16. Ausgabe der jährlich stattfindenden Laufveranstaltung in New York City, Vereinigte Staaten. Der Marathon fand am 27. Oktober 1985 statt.
Bei den Männern gewann Orlando Pizzolato in 2:11:34 h und bei den Frauen Grete Waitz in 2:28:34 h.

## Ergebnisse

### Männer
| Platz | Athlet              | Land               | Zeit (h) |
| ----- | ------------------- | ------------------ | -------- |
| 01    | Orlando Pizzolato   | Italien            | 2:11:34  |
| 02    | Ahmed Salah         | Dschibuti          | 2:12:29  |
| 03    | Pat Petersen        | Vereinigte Staaten | 2:12:59  |
| 04    | Don Norman          | Vereinigte Staaten | 2:14:08  |
| 05    | Gerard Nijboer      | Niederlande        | 2:14:27  |
| 06    | Allan Zachariasen   | Dänemark           | 2:15:18  |
| 07    | Bill Rodgers        | Vereinigte Staaten | 2:15:33  |
| 08    | Giuseppe Pambianchi | Italien            | 2:15:40  |
| 09    | Ibrahim Hussein     | Kenia              | 2:15:55  |
| 10    | Jorge González      | Puerto Rico        | 2:16:51  |

### Frauen
| Platz | Athletin          | Land                   | Zeit (h) |
| ----- | ----------------- | ---------------------- | -------- |
| 01    | Grete Waitz       | Norwegen               | 2:28:34  |
| 02    | Lisa Martin       | Australien             | 2:29:48  |
| 03    | Laura Fogli       | Italien                | 2:31:36  |
| 04    | Lorraine Moller   | Neuseeland             | 2:34:55  |
| 05    | Priscilla Welch   | Vereinigtes Königreich | 2:35:30  |
| 06    | Ngaire Drake      | Neuseeland             | 2:36:53  |
| 07    | Susan King        | Vereinigte Staaten     | 2:37:38  |
| 08    | Julie Brown       | Vereinigte Staaten     | 2:37:53  |
| 09    | Jacqueline Gareau | Kanada                 | 2:38:31  |
| 10    | Ágnes Sipka       | Ungarn                 | 2:40:22  |